# Steadicam

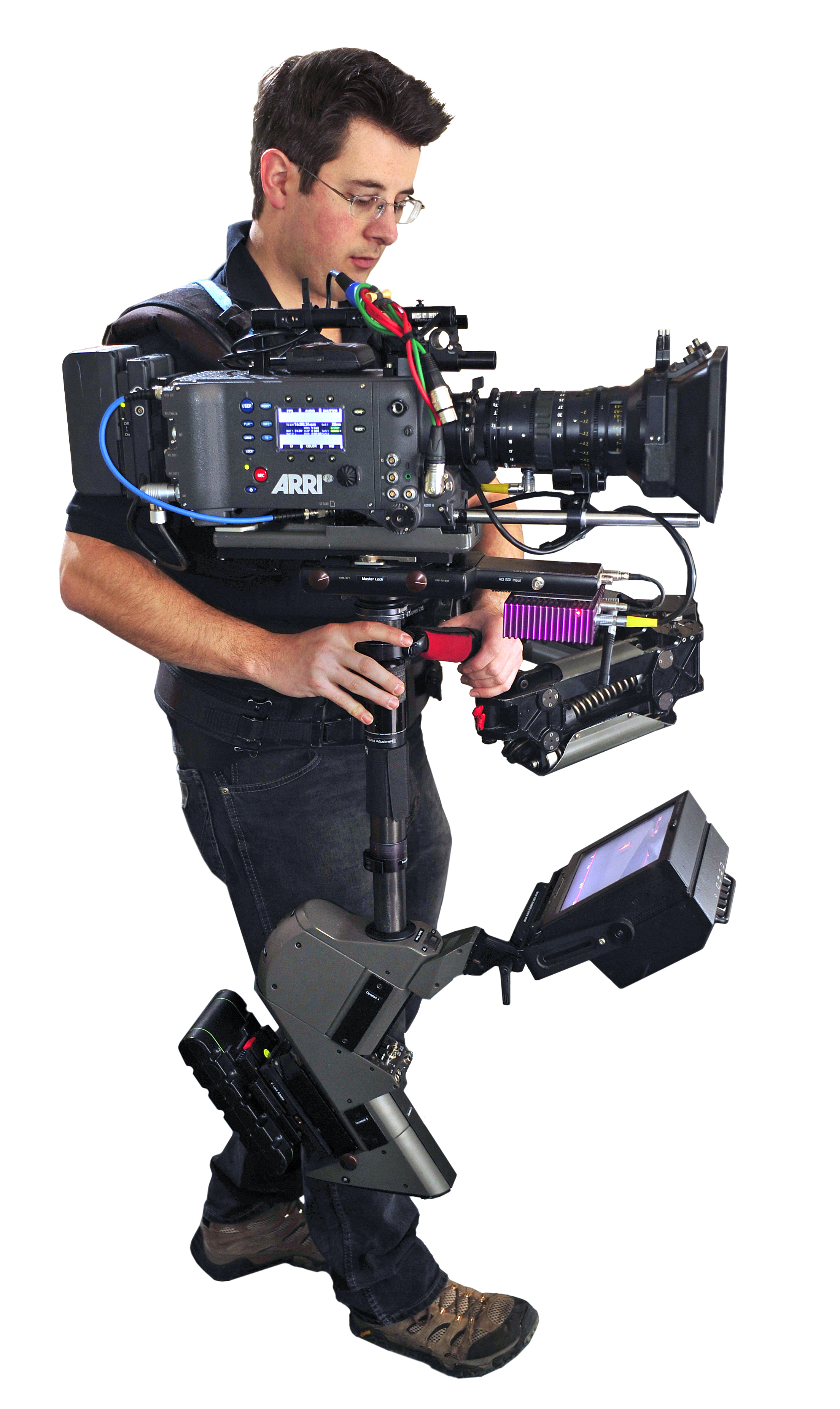
Egy Steadicam operatőr a legnagyobb méretű Steadicammel, amin egy Arriflex professzionális filmkamera van.

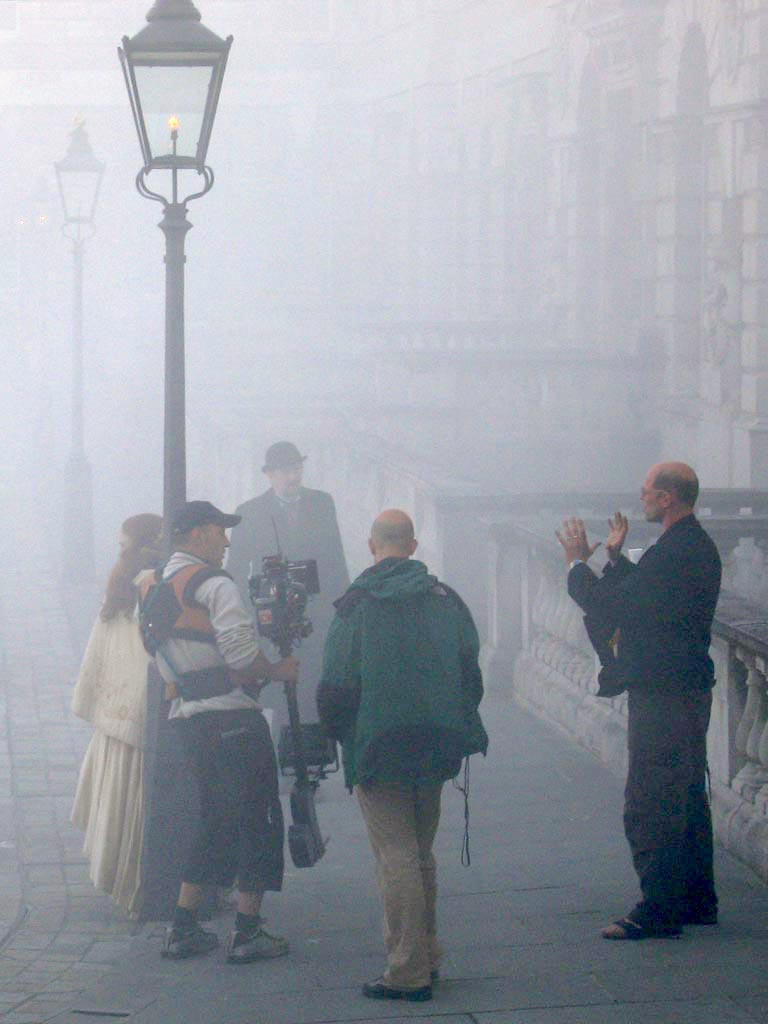
A lámpaoszlop mellett áll a steadicam-kameraman a Sherlock Holmes angol TV film londoni forgatása során

A steadicam egy kamera-stabilizációs rendszer, amely kiszűri a kézikamerás felvételek során jelentkező rázkódásokat, így a rögzített kép olyan érzetet kelt, mintha a kamera a föld felett körülbelül másfél-két méteres magasságban „repülne”. Segítségével bonyolult kameramozgások érhetőek el, sínrendszerek és egyéb állványzat kiépítése nélkül. Filmes és televíziós környezetben is széleskörűen alkalmazott eszköz.

## Története
A steadicam szó az angol 'steady' (jelentése: biztosan álló, egyenletes, szilárd) és 'camera' szavakból ered, és egyben a Tiffen cég által bejegyzett márkanév is.
Feltalálója Garrett Brown, aki a steadicam rendszer kifejlesztésért 1978-ban technikai Oscar-díjat kapott, amelyet – a szokásoktól eltérően – a főceremónia során adtak át.
Az eszköz egy csapásra népszerű lett, hiszen olyan bonyolult kameramozgásokat lehetett kivitelezni vele, melyekhez korábban időigényes és drága sínszerkezeteket és állványokat kellett használni.
A találmányt olyan klasszikus filmekben használták, mint Stanley Kubrick Ragyogás című filmjében, melynek híres jelenetében egy szűk folyosókon tricikliző kisfiút követett az operatőr, és a Ponyvaregényben, melynek egy emlékezetes részlete a sok közül, ahogy Bruce Willist követi a kamera még a kerítésen keresztül is.
Azóta mozi- és televíziós filmek ezreiben tűntek fel steadicammel felvett jelenetek, az HD-kamerák elterjedésével a független filmesek körében is egyre népszerűbb eszköz.

## Működése
A stabilizálást a gimbal gömbcsuklóval ellátott, ellensúlyokkal felszerelt ún. sled végzi. A sledet a rezgéscsillapító kar köti össze a mellénnyel, amit a steadicam-operatőr visel. A karok amellett, hogy levezetik a rezgéseket, a kamera és sled súlyát is tartják. A mellény gondoskodik arról, hogy ezt a tömeget egyenletesen ossza el az operatőr felsőtestén, így nem megerőltető a szerkezet viselése.
A steadicam-rendszereket gyakran egészítik ki monitorokkal (és hozzájuk szükséges akkumulátorokkal), mert felvétel közben gyakran nem látni a kamera LCD-kijelzőjét.

## Használata
A steadicam rendszer biztos kezelése sok gyakorlást igényel, ezért a legtöbb esetben a steadicammel készülő felvételeket külön erre képzett steadicam operatőrök (steadicam kameramanok) készítik.

## Külső hivatkozások
- Garrett Brown, a Steadicam feltalálójának honlapja
- Steadicam
- A steadicam története

## Egyéb steadicam-gyártók
- Glidecam Industries
- MOVCAM professional camera stabilizers Archiválva 2010. május 28-i dátummal a Wayback Machine-ben
- EEMOV stabilizers